# 葉懋賞
葉懋賞（1494年—？），字功父、或作功甫，四川成都府綿州人，民籍，明朝政治人物。

## 生平
四川鄉試第三十二名舉人，嘉靖十四年（1535年）中式乙未科會試第二百五十五名，三甲第五十八名進士。授咸寧縣知縣。

## 家族
曾祖葉清；祖父葉仲本；父葉楚，母郭氏。永感下。兄葉懋官，弟葉懋和、葉懋敬、葉懋昭、葉懋訓、葉懋簡。